# تریلیان
تریلیان (به انگلیسی: Trillian) یک نرم‌افزار پیام‌رسان فوری برای ویندوز، مک اواس ایکس، اندروید، آی‌اواس، سیستم عامل بلک بری و همچنین برای وب می‌باشد که توسط استدیوی کریولین ساخته شده‌است. این نرم‌افزار می‌تواند به چندین سرویس پیام‌رسان فوری مانند پیام‌رسان فوری آئول، آی سی کیو، پیام‌رسان ویندوز لایو، یاهو مسنجر، آی آر سی، ناول گروپ وایز، بنژور، اکس ام پی پی و اسکایپ وصل شود. همچنین این نرم‌افزار قابلیت وصل شدن به سایت‌های شبکه‌های اجتماعی مانند فیسبوک، توئیتر، مای اسپیس و سرویس‌های ایمیل مانند: پاپ۳، آی ام اِی پی، جیمیل، هات‌میل و یاهو را دارد.